# Country Music Television
Country Music Television (CMT) ist ein US-amerikanischer Fernsehsender, der auf Country-Musik spezialisiert ist.
CMT ging am 5. März 1983 aus Hendersonville das erste Mal auf Sendung. Gründer und Präsident war Glenn D. Daniels, ein texanischer Country-DJ. Zuerst wurde der Kanal noch CMTV abgekürzt, doch nach Klagen von MTV wurde das V weggelassen. Der Familienbetrieb produzierte Musikvideos und zeigte sie auf seinem Sender.
Nachdem der Sender jahrelang Mühe hatte, sich auf dem Markt zu etablieren, wurde er 1991 von Gaylord Broadcasting und Group W Satellite Communications für mehr als 30 Millionen Dollar übernommen. Den beiden Gesellschaften gehörte mit The Nashville Network bereits der direkte Konkurrent von CMT. In den 1990er Jahren erreichte CMT fast 30 % der US-amerikanischen Haushalte und 42 % der Kabelfernsehbesitzer. Der Kanal ging 1992 in Europa auf Sendung (in Deutschland als Teil von DF1), 1994 im asiatisch-pazifischen Raum und 1995 in Lateinamerika. 1997 ging der Sender an Westinghouse, dem Besitzer von CBS Corporation, und wurde später über Viacom in MTV Networks eingebunden.